# Aeonium smithii
Aeonium smithii är en fetbladsväxtart som först beskrevs av John Sims, och fick sitt nu gällande namn av Philip Barker Webb och Berth.. Aeonium smithii ingår i släktet Aeonium och familjen fetbladsväxter. Inga underarter finns listade i Catalogue of Life.

## Bildgalleri

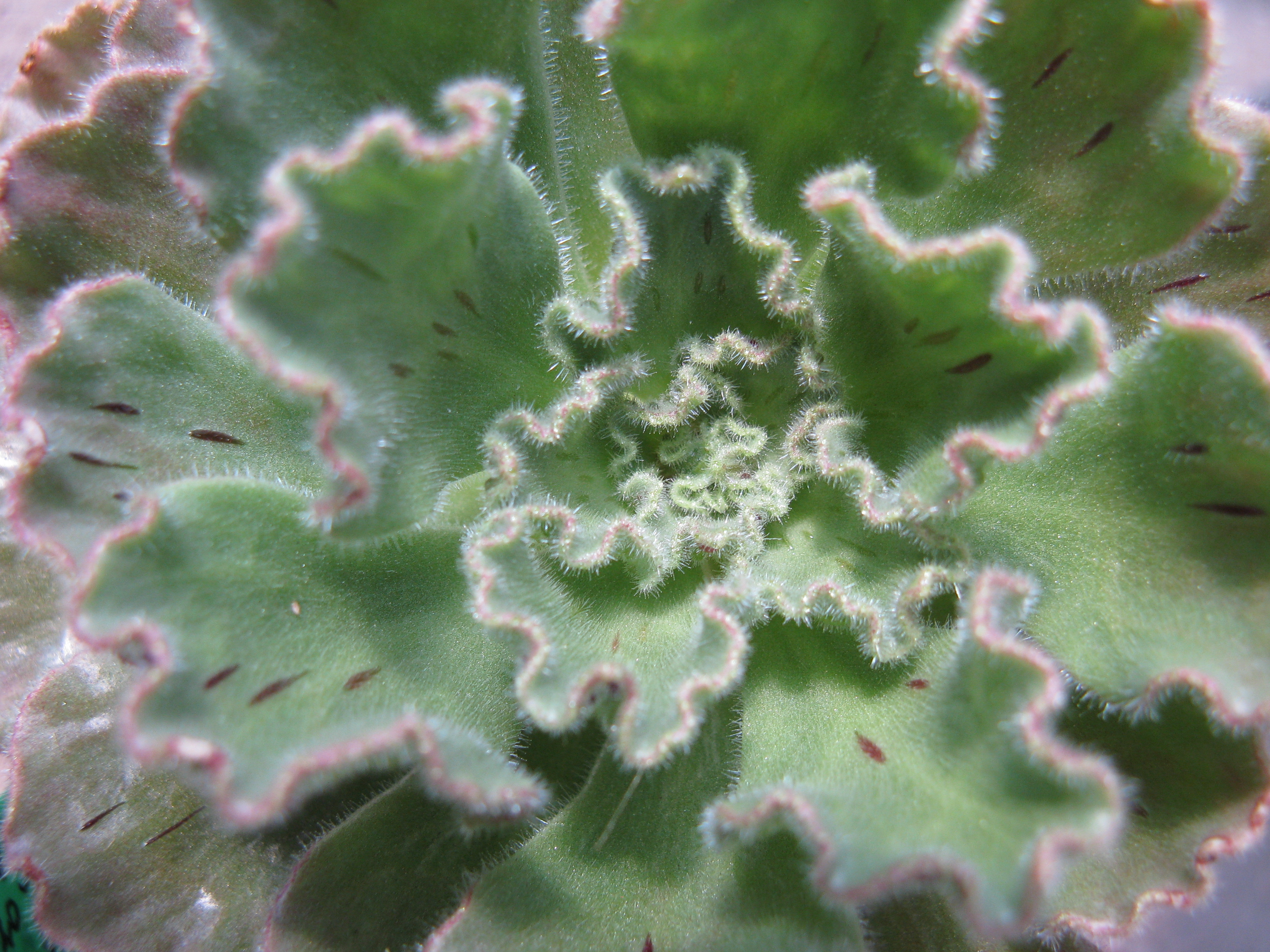
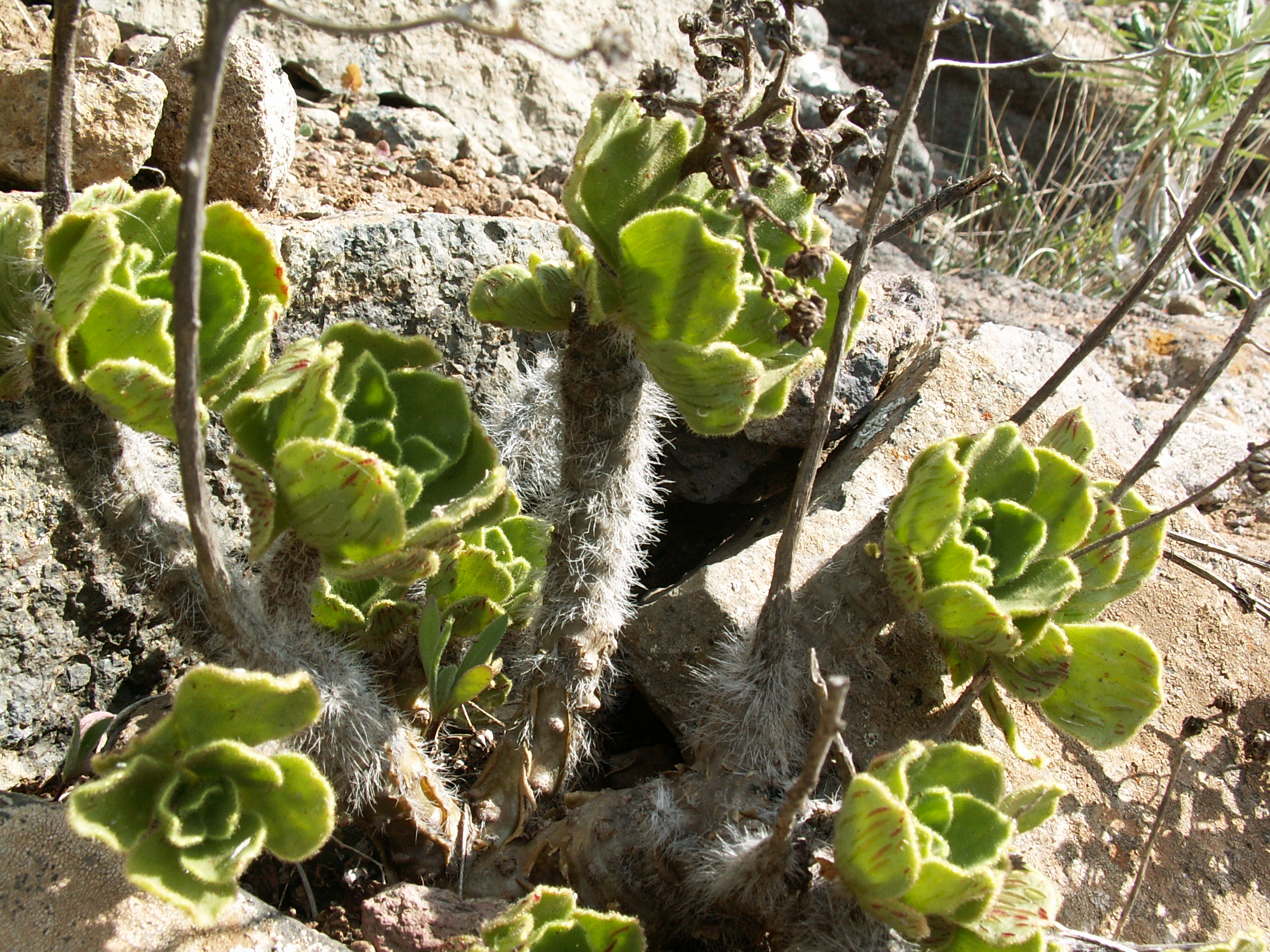